# Волица-Морозовицкая
Волица-Морозовицкая (укр. Волиця-Морозовицька) — село в Поромовской сельской общине Владимирского района Волынской области Украины.
До 2020 года входило в Иваничевский район.
Код КОАТУУ — 0721183303. Население по переписи 2001 года составляет 238 человек. Почтовый индекс — 45314. Телефонный код — 3372. Занимает площадь 6,3 км².